# George Galloway

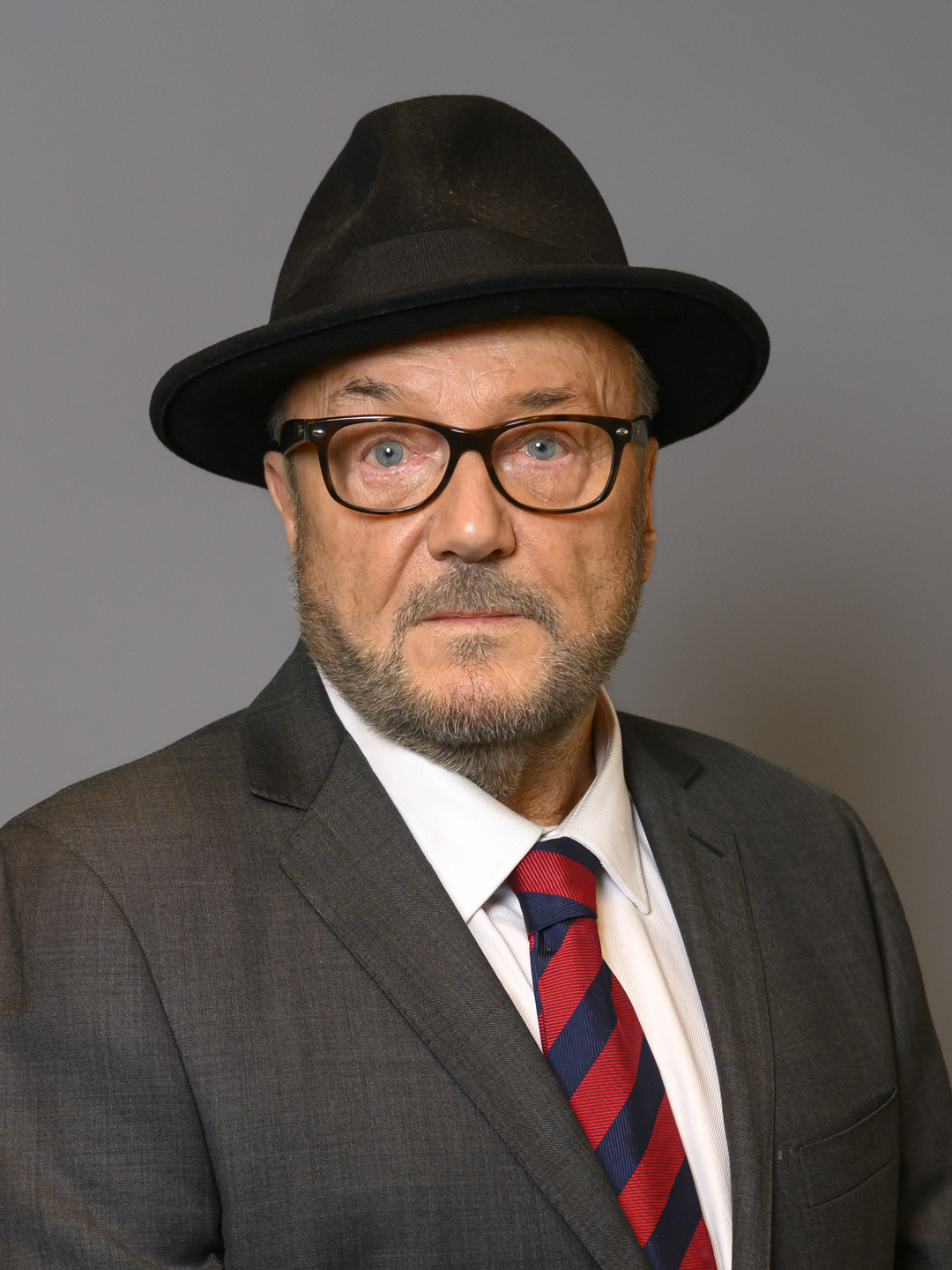
George Galloway (2024)

George Galloway (* 16. August 1954 in Dundee) ist ein britischer Politiker und TV-/Radio-Kommentator. Zwischen 1987 und 2010 sowie zwischen 2012 und 2015 war Galloway Parlamentsabgeordneter, zunächst für die Labour Party und später für die Respect Party – The Unity Coalition, der er 2004 beitrat und später bis zu ihrer Auflösung 2016 führte. 2024 saß er für die Workers Party of Britain für wenige Monate erneut im Parlament. Im Oktober 2003 wurde Galloway wegen seiner Ablehnung des Kriegs gegen den Irak und der Aufforderung an britische Soldaten, illegale Befehle nicht zu befolgen, aus der Labour Party ausgeschlossen. Galloway trat regelmäßig in den staatlichen Propagandasendern des Iran und Russlands auf, was ihn 2014 zum Abgeordneten mit den dritthöchsten Nebeneinkünften machte. Seine Sendungen im englischsprachigen iranischen Staatsfernsehen wurden wegen Parteilichkeit durch die unabhängige britische Medienaufsicht gerügt.

## Leben
Galloway besuchte die „Harris Academy“ im schottischen Dundee und arbeitete nach seinem Schulabschluss in einem Gartenfachmarkt und in der Reifenproduktion bei Michelin.
1977 wurde er Organisator der Labour Party. Galloway wurde im März 1981 mit 26 Jahren einer der jüngsten Vorsitzenden in der Geschichte der schottischen Labour Party; er vertrat von 1987 bis 2005 den Wahlkreis Glasgow Hillhead (später Glasgow Kelvin).
Im Oktober 2003 wurde Galloway nach 36 Jahren wegen parteischädigenden Verhaltens aus der Labour Party ausgeschlossen. Er hatte als Gegner einer britischen Beteiligung am Irakkrieg unter anderem britische Soldaten zur Verweigerung illegaler Befehle und arabische Armeen zum Kampf gegen das britische Militär aufgerufen.
Im Mai 2005 gewann er seinen Wahlkreis Bethnal Green & Bow im Osten Londons knapp (828 Stimmen Vorsprung) gegen Oona King (Labour) unter seiner neuen Partei „Respect – The Unity Coalition“.
Vom 5. Januar bis am 25. Januar 2006 nahm Galloway an der Reality-TV-Sendung Celebrity Big Brother teil.
Bei der Unterhauswahl 2010 scheiterte Galloway in einem anderen Wahlkreis.
„Respect – The Unity Coalition“ verlor damit ihren einzigen Sitz im Unterhaus.
Im März 2012 gewann Galloway die Nachwahl im Wahlkreis Bradford West mit deutlichem Vorsprung und kehrte damit zurück in das Parlament von Westminster,
im Jahr 2015 wurde er ebenso deutlich abgewählt.
Galloway kandidierte darauf bei der Bürgermeisterwahl für London 2016, erzielte aber nur ein Ergebnis von 1,4 % der abgegebenen Stimmen.
Am 29. August 2014 wurde Galloway auf offener Straße von einem Mann attackiert. Dabei erlitt er einen Rippenbruch und Prellungen am Kopf und im Gesicht. Der mutmaßliche Angreifer wurde verhaftet.
Kurz vor dem Abschluss der Brexit-Verhandlungen von Premierminister Cameron mit seinen EU-Partnern im Februar 2016 stellte sich Galloway öffentlich auf die Seite der EU-Leavers;
seine Partei Respect wurde jedoch im August 2016 aufgelöst. 
Galloways Show im Sender TalkRadio wurde 2019 nach einem als antisemitisch bezeichneten Tweet abgesetzt.
Galloway steht seither der Workers Party of Britain vor, die er im Jahr 2019 gründete; er gewann als deren Kandidat im Februar 2024 die Nachwahl zum Unterhaus für den Wahlkreis Rochdale und zog damit erneut ins Parlament ein.
Seinen Wahlsieg verdankte er zu großen Teilen den Stimmen muslimischer Wähler, nachdem er mit anti-israelischer Rhetorik im Rahmen des Gaza-Konflikts Wahlkampf gemacht hatte; dabei profitierte er von Streitigkeiten innerhalb der Labour-Partei, die in diesem Wahlkreis zuvor eine als sicher geltende Mehrheit gehalten hatte, deren Parteiführung ihrem Kandidaten Azhar Ali aber nach antisemitischen Äußerungen die Unterstützung entzogen hatte. Bei den Unterhauswahlen im Juli 2024 verlor Galloway seinen Sitz an die Labour Party.
Die 2020 von Galloway für Schottland gegründete Partei All for Unity löste sich nach einer Debatte im März 2022 um Galloways Verbleib in der russischen Propaganda auf und wurde im Mai 2022 aus dem Register ausgetragen.

## Press TV und Russia Today
Galloway betrieb zwei wöchentliche Talksendungen auf Press TV, dem englischsprachigen Staatssender der Islamischen Republik Iran. Nach dem Erhalt mehrerer Beschwerden beanstandete die unabhängige britische Medienaufsichtsbehörde Ofcom 2009 wiederholt die einseitige Verbreitung antiisraelischer Meinungen sowie konkrete Aufrufe zur Teilnahme an pro-palästinensischen, gegen Israel gerichteten Protestveranstaltungen in Galloways Sendungen. Im Januar 2012 entzog Ofcom Press TV wegen anderer Verstöße gegen britische Gesetze die Sendegenehmigung.
Seit 2013 moderiert Galloway unter dem Titel Sputnik, Orbiting the world with George Galloway eine wöchentliche Sendung beim russischen Staatssender Russia Today.
Durch seine vielen pro-iranischen und pro-russischen Fernsehauftritte erhielt Galloway 2014 die dritthöchsten Nebeneinkünfte aller britischen Parlamentsmitglieder, insgesamt deklarierte er 293.450 Pfund direkte Zahlungen sowie zusätzlich knapp 70.000 Pfund an Hotel- und Reisekosten. Von der Islamischen Republik Iran bezog er für seine Sendungen rund 79.000 Pfund (etwa 105.000 Euro), die Zahlungen von Russia Today beliefen sich von November 2013 bis Oktober 2014 auf 75.200 Pfund (etwa 100.000 Euro). Dazu kamen weitere rund 95.000 Euro vom arabischsprachigen Sender Al Mayadeen, der seit seiner Gründung 2012 die Sichtweise der islamistischen Terrororganisation Hisbollah, des Irans und des syrischen Diktators Baschar al-Assad vertritt.
2018 geriet seine Sendung bei RT im Rahmen einer insgesamt 11 Sendungen des Senders betreffenden Untersuchung wegen angeblicher Verstöße gegen Lizenzbedingungen in den Fokus der Medienaufsicht.
Nach dem russischen Einmarsch in der Ukraine im Februar 2022 wurde Galloway vorgeworfen, russische Propaganda zu verbreiten, unter anderem behaupte er in seiner Sendung, die Ukraine werde „benutzt und missbraucht“.

## Kontroversen und politische Standpunkte
George Galloway ist in Teilen der britischen Linken umstritten. Während die Socialist Workers Party und bekannte Persönlichkeiten wie Ken Loach und der Gewerkschaftsführer Mark Serwottka mit Galloway eng zusammenarbeiten und Teil von Respect sind, distanzieren sich andere Vertreter der politischen Linken von ihm. 
Unter den gegen Galloway erhobenen Vorwürfen steht, dass Galloway seine Arbeit im Parlament (geringe Anwesenheit, Nichtanwesenheit bei Abstimmung und Debatten über Antiterrorismusgesetze), im Wahlkreis und in der Partei vernachlässige und sich stattdessen über gutbezahlte Veranstaltungsauftritte und in Sendungen wie Celebrity Big Brother medial in Szene setze und dabei keiner Kontrolle durch seine Partei unterliege. Die Parlamentsstatistik belegte diese Anschuldigung. Galloway trat dem entgegen, indem er seine hohe Zahl an Reden in der Öffentlichkeit anführte. Er gab an, sein Auftritt in Celebrity Big Brother sei nur erfolgt, um normalerweise nicht erreichbare Wählergruppen zu erreichen. Allerdings wurden sämtliche politischen Äußerungen Galloways mit Vogelgezwitscher überblendet, wovon Galloway allerdings nichts wusste. Seine Abgeordnetendiät für diesen Zeitraum spendete er.
Galloway weigere sich zudem, wie in Teilen der britischen Linken üblich, den Teil der Abgeordnetendiäten, die über einen Facharbeiterlohn hinausgehen, an die Organisation oder wohltätige Projekte abzuführen.
Galloway war zwar ein entschiedener Kriegsgegner, beziehe aber in vielen anderen Fragen wie zu Abtreibung und Homosexualität keine progressiven Positionen und habe auch innerhalb der Labour Party bis zu seinem Ausschluss nicht zur Campaign Group, dem Zusammenschluss sozialistischer Abgeordneter und deren Unterstützer, gehört.
Galloway schloss sich allerdings Forderungen nach Gleichberechtigung Homosexueller an und unterstützte auch Gesetze in dieser Richtung, so zum Beispiel die Adoption von Kindern durch Schwule und Unverheiratete und die Angleichung des Schutzalters Homosexueller an das Heterosexueller.
George Galloway wird auch vorgeworfen, er habe in seiner Zeit als Generalsekretär bei der linken Wohltätigkeitsorganisation War on Want 1983–87 Misswirtschaft betrieben und sei für deren spätere Insolvenz mitverantwortlich. Galloway trat zwar wegen Unregelmäßigkeiten von diesem Amt zurück, eine Prüfung durch die staatliche Charity Commission (Wohltätigkeitskommission) ergab jedoch nur kleinere Unregelmäßigkeiten, für die niemand spezielles verantwortlich gemacht werden könne. Es gebe keine Beweise, dass Gelder nicht satzungsgemäß verwendet worden seien.
George Galloway habe zudem versucht, die parteiinterne Krise der Scottish Socialist Party (SSP) im Herbst 2004 auszunutzen und die SSP zu spalten.
Galloway rief im Februar 2009 die ägyptische Bevölkerung zum „Sturz des Tyrannen Mubarak“ auf.
Galloway kritisierte scharf die Feierlichkeiten zum Tode Margaret Thatchers und beklagte die 10 Millionen Pfund, die „für die Kanonisierung dieser bösartigen Frau“ ausgegeben worden seien, und nannte es „absurd“, Margaret Thatcher mit dem früheren Premier Winston Churchill zu vergleichen. Thatcher sei für die Deindustrialisierung des gesamten Nordens von Großbritannien und Süd-Wales verantwortlich und das einfache Wort „Thatcher“ rufe bei Millionen Briten Hassgefühle hervor.
Im Jahr 2013 verließ Galloway eine Debattenrunde an der Christ Church College der University of Oxford, welche sich mit der Situation im Westjordanland beschäftigte, nachdem er erfahren hatte, dass sein Vorredner und einer der Diskussionspartner, der Student Eylon Aslan-Levy, ein Israeli war, da er Israel nicht anerkenne und mit einem Israeli nicht debattieren werde. In der Folge sah sich Galloway mit Vorwürfen des Rassismus und Antisemitismus konfrontiert.
Galloway setzte sich in der Öffentlichkeit immer wieder für die Interessen der Muslime in Großbritannien ein und verdankte seine Nachwahlsiege in den Jahren 2012 und 2024 maßgeblich den Stimmen muslimischer Wähler. Er gehörte so zu den vehementesten Kritikern der Channel-4-Fernsehreportage „Undercover Mosque“, für die im Januar 2007 in britischen Moscheen radikale Muslime mit versteckter Kamera gefilmt wurden, die Hass und Verachtung gegen „Ungläubige“ predigten. Den Autoren der Reportage warf er antimuslimische Parteilichkeit vor, weil sie nicht auch die „Hassverbreitung im Alten Testament“ und bei christlichen Fundamentalisten zum Thema gemacht hätten.
Galloway erklärte 2014 die Stadt Bradford zur „israelfreien“ Zone, was von dem Rabbiner Shneur Zalman Odze mit einem demonstrativen Besuch von Israelis und Briten mit israelischem Pass gekontert wurde, der über Facebook organisiert wurde.
Nach dem russischen Überfall auf die Ukraine 2022 stellte Galloway sich auf die Seite Russlands und gab dem Westen die Schuld am Krieg. Zudem verbreitete er zunächst als Verschwörungstheorien der russischen Propaganda bezeichnete Informationen etwa über die Existenz von US-Biowaffen-Labors in der Ukraine. Während selbst die meisten rechtslastigen Medien im Falle des Massakers von Butscha die offizielle westliche Darstellung übernahmen, behauptete Galloway, dass die westliche Seite die Untersuchung des Massakers verhindere. Er wurde dafür von anderen Politikern scharf kritisiert und teilweise verhöhnt, etwa als „Putins Hofnarr“ oder „erbärmlicher Propagandist“. Der Labour-Abgeordnete Neil Bibby nannte Galloway der Times gegenüber einen „gefährlichen Narren“ (“very dangerous fool”). Die Zeitung The Telegraph führte ihn in einer Liste „nützlicher Idioten“. Ein Liberaldemokrat bezeichnete ihn als „Apologeten russischer expansionistischer Aggression“.